# La Isleta de Panamá
La Isleta de Panamá är en ort i Mexiko.   Den ligger i kommunen Ignacio de la Llave och delstaten Veracruz, i den sydöstra delen av landet, 400 km öster om huvudstaden Mexico City. La Isleta de Panamá ligger 3 meter över havet och antalet invånare är 136.
Terrängen runt La Isleta de Panamá är mycket platt. Runt La Isleta de Panamá är det glesbefolkat, med 12 invånare per kvadratkilometer. Närmaste större samhälle är Mixtequilla, 16,7 km nordväst om La Isleta de Panamá. I omgivningarna runt La Isleta de Panamá växer huvudsakligen savannskog.